# قوة أيونية

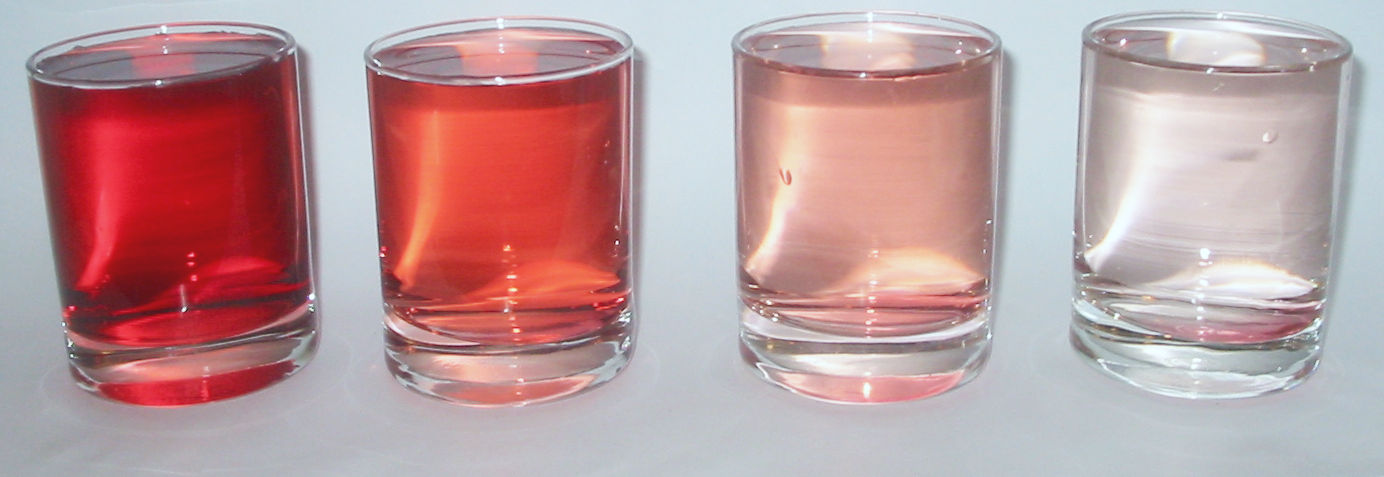

مفهوم القوة الأيونية قدم لأول مرة من قبل لويس و راندال في عام 1921 حين تصف معامل الفاعلية من المحاليل الكهرليه القوية. ا القوة الأيونية للمحاليل تقيس تراكيز  الأيونات في المحلول . المركبات الأيونية، عندما تذوب في الماء، تتفكك إلى أيونات. مجموع الايونات المتفككة في المحلول سيؤثر بخصائص مهمة مثل : معامل التفكك، أو الذائبية لأملاح مختلفة . واحدة من الخصائص الرئيسية للمحلول مع أيونات المذاب هو القوة الأيونية. القوة الأيونية يمكن أن تكون ب المولارية (مول/لتر) أو المولالية (مول/كجم ماء) ولتجنب الارتباك بالوحدات ينبغي أن يذكر ذلك صراحة.

## قياس القوة الأيونية
فإن القوة الأيونية المولارية ,  ,للمحلول هو وسيلة  لمعرفة  تراكيز  جميع الأيونات الموجودة في المحلول.
{\displaystyle }
القوة الايونيه = 1/2 x مجموع (تركيز الايون x (شحنه الايون)2 )
حيث ال (1/2) الموجودة في القانون لأنه يوجد في المحلول  كل من الأيونات الموجبة و الأيونات السالبة , 'تركيز الايون هو التركيز المولاري للأيون, (مول/لتر) , ويتم أخذ مجموع  كل الأيونات في المحلول. المحاليل الكهرليه التي تتفكك بنسبة 1:1 مثل NaoH القوة الأيونيه لها تساوي التركيز للمحلول الكهرلي . بالنسبة للمحلول الكهرلي  MgSO4 حيث كل ايون فيه شحنته تساوي 2 و ذلك  أدى إلى أن القوة الأيونية  لكبريتات الماغنيسيوم  تساوي  أربعة أضعاف ما يعادل تركيز كلوريد الصوديوم:
{\displaystyle }

### مثال حسابي
مثال أكثر تعقيدا، القوة الأيونية لمحلول مكون من   Na2SO4 بتركيز 0.050 مول / لتر  و 0.020 مول /لتر  من KCl هو:
القوة الايونية = 1/2× [(تركيز NA2SO4  × عدد أيونات الصوديوم × (شحنه ايون الصوديوم)2) + (تركيز  NA2SO4 × عدد ايونات SO4 × (شحنه SO4)2) + (تركيز KCl × عدد  أيونات البوتاسيوم × (شحنة البوتاسيوم)2) + (تركيز KCl في ×  عدد أيونات الكلوريد × (شحنة كلوريد)2)]
I = 1/2 × [(0.050  × 2 × (+1)2) + (0.050 M × 1 × (−2)2) + (0.020 M × 1 × (+1)2) + (0.020 M × 1 × (−1)2)] = 0.17 مول/لتر 

## المحاليل غير المثالية
بسبب ان الحجم لا يضاف بدقة كبيرة في المحاليل الغير مثالية فوجدوا هنا ان من الأفضل التعامل مع المولالية   (مول/كغ من المذيب ) بدلا من المولارية  (مول/ لتر) ...  في هذه الحالة،  القوة الأيونية :
{\displaystyle }
القوة الايونيه = 1/2 x مجموع (تركيز الايون (مول/كغم من المذيب) x (شحنه الايون)2 )

## أهمية القوة الأيونية
فإن القوة الأيونية يلعب دورا مركزيا في  نظرية Debye–Hückel التي تصف الانحرافات القوية عن المثالية التي نواجهها عادة في المحاليل الايونية . Debye طول ، الذي هو معكوس معامل ديباي  , (κ)  يتناسب عكسيا مع الجذر التربيعي القوة الأيونية. حيث دائما كانت تستخدم القوة الايونية دزن تعريف صريح .  طول Debye هو صفة للطبقات مزدوجه السمك. زيادة التركيز  يضغط على الطبقة م  ويزيد من القدرة الكهربائية بالتدريج 